# 프랑스 외인부대
프랑스 외인부대(프랑스어: Légion étrangère)는 프랑스의 육군 소속의 외국인 지원병으로 구성된 정규 부대이다. 1831년 설립된 이후 현대까지 일관되게 존속하고 있다.

## 편제
외인부대는 창립 이래로 전시를 제외하고는 부대원과 사령부를 본토에 두지 않는 전통에 따라 1962년까지 알제리에 지휘부를 두고 있었다. 이러한 전통은 지금은 사라져 코르시카와 기아나 우주 센터(Guiana Space Centre)의 수비를 위해 프랑스령 기아나에 주둔하고 있는 일부 병력, 그리고 마요티 섬과 아라비아에 주둔하고 있는 부대를 제외하고는 프랑스 남부에 자리잡고 있다. 현재 지휘부는 마르세유 외곽에 있는 오바뉴에 위치한다. 부대 전체 규모는 사단에 해당되지면 휘하의 연대 숫자는 군단급이다.
주요 직위자는 사령관 준장 휘하에 9명의 연대장(또는 여단장) 대령이 존재하며 참모부에는 사령부 참모장으로 대령이 보직되어 있다. 사병 수뇌부는 사령부 주임준위와 각 연대 주임선임원사가 존재한다.
- 프랑스 본토 소재
  - 제1외인연대 (1e RE), 오바뉴, 본부
  - 제1외인기병연대 (1e REC), 오랑주
  - 제1외인공병연대 (1e REG), 라르드와즈
  - 제2외인보병연대 (2e REI), 님
  - 제2외인낙하산연대 (2e REP), 코르시카 칼비
  - 제2외인공병연대 (2e REG), 생크리스톨, 기갑부대
  - 제4외인연대 (4e RE), 카스텔노다리, 교육부대
  - 제13외인반여단 (13e DBLE), 라 캬바러리, 기계화보병부대이다. 이전까지는 동아프리카 지부티와 아라비아 반도에 주둔했다가 본토로 부대자체가 귀환했다.
- 외인부대 모집단, 파리 퐁트네수부아
- 해외 레지옹 소재
  - 제3외인보병연대 (3e REI), 프랑스령 기아나 주둔
  - 마요티 외인부대분견대(DLEM), 마요티 섬 자우니 주둔, 중대 규모이다.

## 지원
프랑스 국적을 보유한 자는 사병으로 지원이 불가능하며 나이제한이 있다. 만 17년 6개월부터 만 39년 6개월까지 지원이 가능하다. 단, 만 17년 5개월 이하의 경우 부모 동의서와 더불어 대사관 공증까지 받아야 하며 그렇게 하여 외교적 마찰이 없어야 한다. 프랑스인이 외인부대에 지원할땐 복수국적(Dual Citizenship)을 행사하여 입대하기도 한다.
선발과정은 다음과 같다.
- 체력검사: 턱걸이 7개 이상, 20m 셔틀런 7라운드 이상, 팬티만 입은 상태에서 25m이상 수영이 가능할 것.
- 지병검사: 충치나 평발 같은 사소한 요소로도 탈락된다. 이빨은 모두 달려있어야 하며 1개라도 빠질 경우 탈락한다. 기타 후유증이 존재하는 질병은 결격사유다.
- 이력검사: 현재 현상수배되고 있는 범죄자는 지원이 불가능하며 바로 인터폴로 연결된다. 이전에 징역을 살았던 과거는 상관없다. 하지만 전과자는 대부분 이력검사가 아닌 인성검사에서 탈락하게 된다. 또한 조선민주주의인민공화국, 쿠바, 시리아, 이라크 레반트 이슬람 국가 등의 제한된 국적 보유자는 지원이 불가능하다.
- 인성검사: 이 부대에서 복무하는 게 적합한지 부적합한지에 대한 성격을 검사한다.

프랑스 외인부대에서 병력 선발의 취지는 남극, 북극, 적도, 사막, 섬 등 전세계 어디에서든 복무가 가능한 병력을 선발하는 것에 있다.
합격 후 신병훈련소를 수료하고 군번을 부여받으면 의무복무기간은 5년이다. 5년 복무만료 후 이상없이 복무했다면 10년 체류 비자가 발급된다. 또한 프랑스 국적은 복무 7년차~8년차부터 신청이 가능하다.
계급정년은 없으며 전체정년만 존재하는데 만 60세이며 60세이상이 되면 제대한다.

## 진급
프랑스 외인부대에서는 바깥에서의 이력과 능력은 아예 인정하지 않는다. 자신의 국가에서 중위로 제대한 인원이 이 부대에 이등병으로 입대한 사례가 있지만 장교로서의 경력은 인정하지 않았다. 따라서 진급기준 역시 프랑스 외인부대 내에서의 능력만으로 진급을 평가할 뿐 바깥 세상에서의 능력은 아무것도 고려하지 않고 공평하게 평가한다. 때문에 학력이 중졸인 장교도 존재한다.
- 이등병: 입대 후 훈련소를 수료하고 정식으로 군번을 부여받으면 나오는 계급.
- 일등병: 이등병에서 모든 훈련과 프랑스어가 가능해 임무수행이 가능하면 진급하는 계급.
- 병장: 이등병으로서 2년 이상 복무하고 일등병 이상이면 진급하는 계급. 대부분 이쯤에서 프랑스 국적 취득 신청을 한다.
- 하사: 병장으로 3년 이상(총합 5년 이상) 복무하면 진급하는 계급.
- 중사: 병장 또는 하사로서 3년 이상 복무하면 진급 자격이 생긴다. 다만 프랑스 국적이 취득된 인원만 지원이 가능하다. 여기부터는 부사관으로 진급심사가 존재한다.
- 상사: 중사로 3년 이상 복무하면 진급 자격이 생긴다.
- 원사: 상사로 3년 이상 복무하면 진급 자격이 생긴다.
- 선임원사: 원사로 4년 이상 복무하면 진급 자격이 생긴다.
- 준위: 원사 이상부터 준위 시험에 합격하면 진급한다.
- 소위 이상: 두가지 방법이 있다. 첫째는 프랑스 육군사관학교 입학시험에 합격하면 된다. 둘째는 원사 이상에서 소위 임관시험에 합격하면 된다. 선발 인원이 매우 적기 때문에 선발되기까지의 과정이 만만치 않다.

프랑스 외인부대의 부사관은 전 병력의 25%가 되도록 그 숫자에 맞춰 진급시킨다. 장교 시험은 굉장히 어려우며 병 출신 장교는 전체 장교의 10%(총원의 0.5%) 정도 된다. 또한 일반적으로 사병 출신은 사실상의 진급 상한선이 대위이며 소령부터는 실제 전투에 참전해서 군공을 세워야 한다.
보직은 다음과 같다.
- 이등병으로 입대하면 상사부터 소대장(2소대장 또는 3소대장)을 한다. 준위로 진급하면 중대장 보좌관이 되며 중대장 보좌관은 중대장의 업무를 도와주는 일을 한다.
- 사병 출신이 아닌 소위[6]로 임관하면 보직은 없고 이등병과 같은 훈련을 하면서 대위로서 수행하는 임무내용을 훈련받는다. 중위로 진급하면 중대 선임 소대장(1소대장)이 된다. 대위 진급이 확정되면 중대장 보직에 대한 임무를 인수인계하는 차원에서 잠시동안 중대장 보좌관을 하다가 중대장이 된다. 처음 배치될 때 중위가 소대장인 소대에 배치된다.
- 중대장 보좌관은 1명이 보직되는 것이 원칙이지만 중대장 교체를 위한 중대장 임무 인수인계 시기에는 2명이 될 수도 있다. 당연히 중대장 보좌관으로 부임해 온 중위가 대위로 진급하면서 중대장이 된다.

## 기타
- 이등병으로 입대하면 모든 세금을 공제하고 아무 수당도 붙지 않은 초봉이 월 1280 유로[7]이며 토요일과 일요일 이외의 공휴일은 1년에 45일이다.
- 과거 알제리에도 주둔했었으나 알제리에 주둔한 병력이 쿠데타를 일으켰다가 진압당한 일로 인해 부대가 해체되었다.
- 진급의 경우, 사병부터 진급한 인원이 가장 많이 진급한 인원은 중령(대대장)이며 한국인의 경우 소위(중대장 보좌관)까지 진급했다. 중령까지 진급한 사례는 전투에 많이 참전해서 그렇게 된 경우이며 사병은 어지간해서는 대위가 진급의 마지노선이다.
- 군무이탈을 하면 추적 대상이 되며 관련 처벌을 받은 후 잔여복무기간을 복무하고 제대한다. 물론 군무이탈자는 프랑스 국적이 취득되지 않으며 장기복무 대상에서 제외된다.
- 대위의 권한이 상당히 막강하다. 대위부터는 독립된 부대의 지휘관 또는 그와 동급의 임무를 수행하는 요원으로 확실하게 대우하며 중대장을 비롯한 지휘관의 권한이 매우 막강하기 때문에 병력들이 지휘관의 명령에 절대 복종한다. 또한 이 때문에 상사나 원사가 소위로 진급하기 위해 애쓰고 있다. 소위 시험에 합격해도 당장은 보직이 바뀌지 않으나 소위가 되면 중대장을 할 수 있는 대위로 진급할 수 있기 때문에 중대장이 되기 위해서는 소위 시험을 합격해 소위가 되어야 한다.
- 부대 차원에서 포도 농장을 경영하고 있다. 이 곳의 근무자는 퇴역한 프랑스 외인부대의 부대원이며 '레지옹 에뜨랑제 와인이 유명하다.

## 같이 보기
- 스페인 외인부대
- 국제여단
- 사이먼 머레이

## 참고
1. ↑  프랑스 외인부대는 전세계적으로 모병을 받기 때문에 전세계 모든 언어의 공식 홈페이지가 존재하며 해당 링크는 한국어 공식 홈페이지이다.
2. ↑  Légion étrangère - FAQ
3. ↑  What is the french foreign legion?
4. ↑  The Swiss story of the French Foreign Legion
5. ↑  프랑스 외인부대 구성원 비율은 병 70%, 부사관 25%, 장교 5%이다.
6. ↑  육군사관학교 또는 학사장교
7. ↑  한화 166만원 상당이지만 환율에 따라 어느 정도 바뀔 수도 있다.